# グーフィーのすてきな乗り物
『グーフィーのすてきな乗り物』（グーフィーのすてきなのりもの、原題：Victory Vehicles）は、ウォルト・ディズニー・プロダクション（現：ウォルト・ディズニー・カンパニー）が製作した1943年7月30日公開のアニメーション短編映画作品。グーフィーの短編映画シリーズの12作目である。

## あらすじ
自動車によって人々は遠くの街まで行けるようになりました。ところが突然の石油枯渇で使えなくなりました。人々はガソリン無しでも走れる車という難題に挑戦し、特許庁にはアイデアが入った手紙の山積みでいっぱいでした。しかし、どれも画期的でなく不採用ばかり。そして、最終的に採用した新しい車とは・・・。

## スタッフ
- 製作：ウォルト・ディズニー
- 原画：レス・クラーク
- 監督：ジャック・キニー

## キャスト
| キャラクター                      | 原語版               | 旧吹き替え版 | 新吹き替え版 |
| --------------------------------- | -------------------- | ------------ | ------------ |
| グーフィー                        | ピント・コルヴィッグ | 小山武宏     |              |
| プルート (ディズニーキャラクター) |                      |              |              |